# 벨빌 묘지

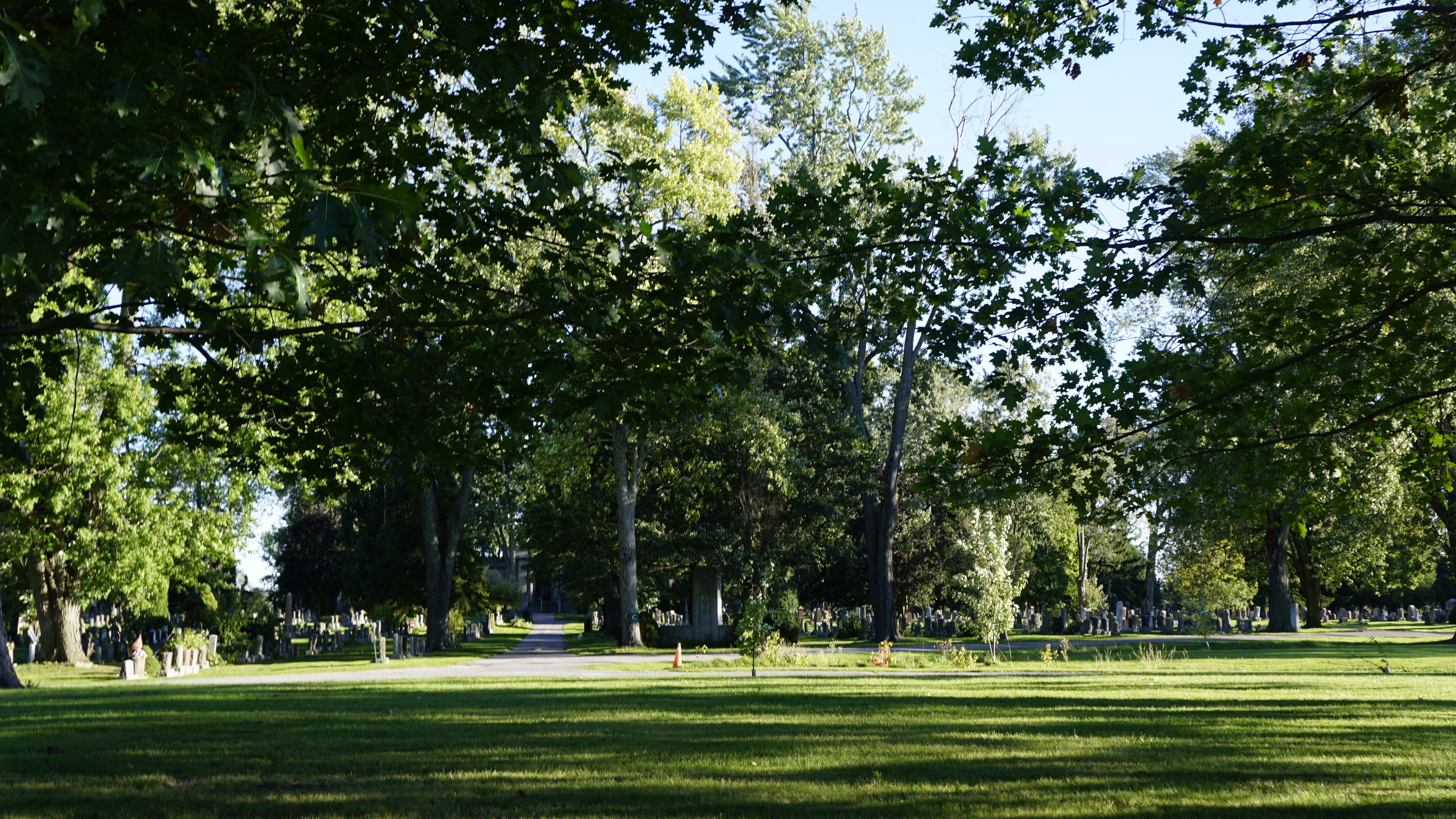

벨빌 묘지(Belleville cemetery)는 캐나다 온타리오주 벨빌 시에 위치한 공동묘지다. 캐나다의 총리 매켄지 보얼 경과 작가 수잔나 무디가 묻혀있는 곳으로 가장 주목받는 매장지 중 하나다.